# Annette Crosbie
Annette Crosbie (Gorebridge, Midlothian, Skócia, 1934. február 12. – ) kétszeres BAFTA-díjas skót színésznő a Brit Birodalom Rendjének birtokosa (OBE). Ismert szerepe Margaret Meldrew, a férjétől sokat tűrő feleség alakítása a Fél lábbal a sírban (One Foot in the Grave) c. BBC-szappanoperában.

## Élete

### Származása, tanulmányai
Presbiteriánus szülők gyermekeként született. Szülői tiltás ellenére választotta a színészi pályát. 
Tizenévesként csatlakozott a bristoli Old Vic Theatre School iskolaszínházhoz. 1956-ban kezdett színpadon dolgozni a Glasgow Citizens’ Theatre társulatában. 
Kijárta az edinburgh-i Boroughmuir High School főiskolát. 1959-től kezdve kapott apró televíziós mellékszerepeket is.

### Színészi pályája
Első átütő sikerét 1970-ben érte el, amikor Aragóniai Katalin királynét, VIII. Henrik király első feleségét alakította a BBC TV által készített VIII. Henrik hat felesége című történelmi tévésorozatban, szerepével országos ismertséget szerzett. Alakításáért 1971-ben elnyerte a legjobb színésznőnek járó BAFTA-díjat. 1973-ban Vanessa Redgrave mellett főszerepet kapott az A Picture of Katherine Mansfield c. BBC-tévésorozatban.
1975-ben ismét uralkodó személyt alakíthatott nagy sikerrel, ezúttal Viktória királynőt, az ITV Edward the Seventh című történelmi sorozatában (filmbéli fiát, Eduárd walesi herceget, a későbbi VII. Eduárd királyt Timothy West, William Gladstone miniszterelnököt Michael Hordern játszotta). A királynő alakításáért Crosbie 1976-ban ismét megkapta a legjobb színésznőnek járó BAFTA-díjat. 1976-ban ő játszotta Hamupipőke tündér-keresztanyját a Papucs és rózsa (The Slipper and the Rose) c. mesejátékban, amelyet abban az évben a Royal Film Performance jószolgálati rendezvény díszelőadásán mutattak be, a királyi család jelenlétében. 1978-ban Ralph Bakshi A Gyűrűk Ura rajzfilm-változatában Crosbie adta Galadriel hangját. 1980-ban Terry Marcel rendező A Sólyom bosszúja (Hawk the Slayer) c. fantasy-kalandfilmjében a főapátnőt alakította.
Kiemelkedő szerepe volt Margaret Meldrew alakítása a Fél lábbal a sírban (One Foot in the Grave) c. BBC-szappanoperában, amely 1990–2000 között futott. A férjétől, Victor Meldrew-tól (Richard Wilson) sokat szenvedő feleség karakterének alakítását a nézők és a kritikusok egyaránt elismeréssel fogadták. 1999-ben megrendítő alakítást nyújtott Anthony Neilson rendező a The Debt Collector („A pénzbehajtó”) c. bűnügyi thriller-filmjében. 1997–2001 között az An Unsuitable Job for a Woman c. televíziós sorozatban az egyik főszereplőt, Edith Sparshottot alakította. 2003-ban szerepelt a Felül semmi című romantikus filmben. 2005-ben a Kisvárosi gyilkosságok egyik epizódjában egy családi vállalkozás idős tulajdonosát alakította, akit kapzsi rokonai elmebeteggé próbálnak nyilvánítani, hogy részesedését megszerezzék.
2008-ban nagynénit alakított a BBC Kis Dorrit című családi tévésorozatában, mely Dickens regényéből készült. 2009-ben jelentősebb mellékszerepet (Sadie Cairncross) játszott a BBC Hope Springs című bűnügyi drámasorozatában. 2010-ben feltűnt a Ki vagy, doki? fantasztikus sorozat ötödik évadában. In 2014 szerepelt a Viking vakációban, a nagymamát alakította a Vadregény c. thrillerben. 2015-ben Timothy Spall és June Whitfield mellett játszott a BBC Egy pohárka cider Rosie-val című tévédrámájában, melyet Laurie Lee regényéből készítettek. 2016-ban megjelent Az ükhadsereg új filmváltozatában, 2019-ben a Hívják a bábát sorozatban, amely az 1950-es évek elején Kelet-London munkásnegyedeiben játszódik.
Jelenleg (2021) is dolgozik. 2020-ban megjelent az After Life – Mögöttem az élet vígjátéksorozatban. Ezt a „very British” fekete komédiát, a főszereplő Ricky Gervais írta és rendezte, és Netflix mutatta be.

### Magánélete
1966-ban feleségül ment Michael Griffiths-hez, akitől Owen nevű fia és Selina nevű leánya született. Selina Griffiths (1966) később anyjához hasonlóan színésznő lett. 1985-ben Corbie elvált férjétől. Jelenleg (2021) London Wimbledon kerületében él.
Rajongója az angol agárnak (greyhound). Sokat tett a fajta tartásával összefüggő ismeretek terjesztéséért, a „agárjólét” javításáért, kiállt a kegyetlen versenyek rendezése ellen. 2003 óta az erőszakos sportokat ellenző civil liga elnöke.

## Fontosabb filmszerepei
- 1959: The Bridal Path; pincérnő
- 1961: St. Patrick’s Day, tévéfilm; Lauretta
- 1968: Mrs. Brown, önnek gyönyörű lánya van (Mrs. Brown, You've Got a Lovely Daughter); szobalány
- 1970: VIII. Henrik hat felesége (The Six Wives of Henry VIII), tévé-minisorozat; Aragóniai Katalin királyné
- 1972: Crime of Passion, tévésorozat; Emilie
- 1972: Ki megy a nő után? (Follow Me); Miss Framer
- 1973: The Edwardians, tévé-minisorozat; Mrs. Margaret Lloyd George
- 1973: A Picture of Katherine Mansfield, tévésorozat; több szerepben
- 1973: Special Branch, tévésorozat; Sarah Lovett
- 1975: Churchill’s People, tévésorozat; Elizabeth Rush
- 1975: Edward the Seventh, tévé-minisorozat; 10 epizódban; Viktória királynő
- 1976: Papucs és rózsa (The Slipper and the Rose: The Story of Cinderella); a Tündér-Keresztanya
- 1977: The Velvet Glove, tévésorozat; Lilian Bayliss
- 1978: A Gyűrűk Ura (The Lord of the Rings), animációs film; Galadriel hangja
- 1979: Of Mycenae and Men, tévéfilm; Kasszandra
- 1979: A Question of Faith; Szófija Andrejevna
- 1980: Vízkereszt, vagy amit akartok (Twelfth Night), tévéfilm; Maria
- 1980: A Sólyom bosszúja (Hawk the Slayer); apátnő
- 1983: The Tragedy of Richard III; tévéfilm; York hercegné
- 1983: Crown Court, tévésorozat; Mrs. Owen
- 1984: Meghurcolt ártatlanság (); Kirsten Lindstrom
- 1986: Paradise Postponed, tévé-minisorozat; 11 epizódban; Dorothy Simcox
- 1987: Tickets for the Titanic, tévéfilm; Mrs. Pollard
- 1987: Taggart felügyelő (TV Series), tévésorozat; Maggie Davidson
- 1989: Take Me Home, tévé-minisorozat; Liz
- 1991: Chernobyl: The Final Warning, tévéfilm; Dr. Galina Petrovna
- 1991: A tévedések pápája (The Pope Must Die); apácafőnöknő
- 1992: Heartbeat, tévésorozat; Penelope Stirling
- 1992: Leon, a disznópásztor (Leon the Pig Farmer); Dr. Johnson
- 1992: Ruth Rendell Mysteries, tévésorozat; Irene Bell
- 1993-1996: Doctor Finlay, tévésorozat; 27 epizódban; Janet MacPherson
- 1997: Jonathan Creek, tévésorozat; Ingrid Strange
- 1997: Wyrd Sisters, tévé-minisorozat; hat epizódban; Granny Weatherwax
- 1997: Kóklerek (Shooting Fish); Mrs. Cummins
- 1997: Underworld, tévé-minisorozat; hat epizódban; Doreen néni
- 1999: The Debt Collector; Lana
- 1997–1999: An Unsuitable Job for a Woman, tévésorozat; Mrs. Edith Sparshott
- 1999: Twist Olivér (Oliver Twist), tévésorozat; Mrs Bedwin
- 1990–2001: Fél lábbal a sírban (One Foot in the Grave); tévésorozat, 43 epizódban; Margaret Meldrew
- 2001: Kísért a múlt (Waking the Dead), tévésorozat; Moira Bowen
- 2001: Az igazi Sherlock Holmes rejtélyes esetei (Murder Rooms: Mysteries of the Real Sherlock Holmes), tévésorozat; Margaret Booth
- 2002: Gyilkos ösztön (Murder in Mind), tévésorozat; Rose Buttimore
- 2002: Bodily Harm, tévésorozat; Sheila Greenfield
- 2003: Felül semmi (Calendar Girls); Jessie
- 2004: Quite Ugly One Morning, tévéfilm; Mrs. Kinross
- 2005: Bremner, Bird and Fortune, tévésorozat; II. Erzsébet királynő
- 2005: Kisvárosi gyilkosságok (Midsomer Murders), tévésorozat, Nyakig a pácban c. epizód; Amelia Plummer
- 2008: Kis Dorrit (Little Dorrit), tévésorozat; 9 epizódban; Mr.F. nagynénje
- 2009: Hope Springs, tévésorozat; Sadie Cairncross
- 2010: Ki vagy, doki? (Doctor Who), tévésorozat, 14. évad; Mrs Angelo
- 2010: New Tricks, tévésorozat; Miss Jones
- 2014: Lili és a Kincses-öböl (Lily’s Driftwood Bay), animációs tévésorozat; Nonna Dog
- 2014: Viking vakáció (What We Did on Our Holiday); Doreen
- 2014: Vadregény (Into the Woods); nagymama
- 2015: A Dibley-i lelkész (The Vicar of Dibley), tévésorozat; Mavis Pipkin tiszteletes asszony
- 2015: Egy pohárka cider Rosie-val (Cider with Rosie), tévéfilm; Granny Trill
- 2016: Az ükhadsereg (Dad’s Army); Cissy
- 2017: Eat Locals; Alice
- 2017: Henry IX, tévésorozat, Sarolta királyné
- 2019: Hívják a bábát (Call the Midwife), tévésorozat; Clarice Millgrove
- 2020: After Life – Mögöttem az élet (After Life), tévésorozat; Rosemary

## Elismerései, díjai
- 1971: elnyerte a legjobb színésznőnek járó BAFTA-díjat, a The Six Wives of Henry VIII-ért
- 1976: elnyerte a legjobb színésznőnek járó BAFTA-díjat, a Edward the Seventh-ért
- 1976: jelölték a legjobb női mellékszereplőnek járó BAFTA-díjra, a Papucs és rózsáért
- 1976: elnyerte a legjobb színésznőnek járó Evening Standard Brit Filmdíjat, a Papucs és rózsáért
- 1988: kitüntették a Brit Birodalom Rendje tiszti osztályával (OBE)
- 1994: jelölték a legjobb szórakoztató művészi teljesítményért járó BAFTA-díjra, a Fél lábbal a sírbanért
- 1995: jelölték a legjobb televíziós vígjátéki női szereplőnek járó British Comedy-díjra, a Fél lábbal a sírbanért

## További információ
- Annette Crosbie a PORT.hu-n (magyarul)
- Annette Crosbie az Internetes Szinkronadatbázisban (magyarul)
- Annette Crosbie az Internet Movie Database-ben (angolul)
- Annette Crosbie a Rotten Tomatoeson (angolul)
- Annette Crosbie. Filmkatalógus.hu (magyarul)
- Annette Crosbie az AlloCiné weboldalán (franciául)